# Vorona (přítok Chopjoru)
Vorona (rusky Ворона) je řeka v Penzenské, v Tambovské a ve Voroněžské oblasti v Rusku. Je dlouhá 454 km. Povodí řeky je 13 200 km².

## Průběh toku
Pramení na Kerensko-Čembarské vysočině. Je to rovinná řeka s vysokým pravým a nízkým terasovitým levým břehem. V údolí řeky rostou listnaté lesy. V jejím povodí se nachází více než 600 jezer. Ústí zprava do Chopjoru (povodí Donu).

### Přítoky
- zleva – Čembar

## Vodní režim
Zdrojem vody jsou převážně sněhové srážky. Průměrný průtok vody u města Borisoglebsk činí 41,5 m³/s. Zamrzá na začátku prosince a rozmrzá na začátku dubna.

## Využití
Na řece leží města Borisoglebsk, Kirsanov